# Менні Фреш
Байрон Отто Томас (англ. Byron Otto Thomas; нар. 20 березня 1969, Новий Орлеан, Луїзіана, США), більш відомий під псевдонімом Менні Фреш (англ. Mannie Fresh) — американський репер та продюсер хіп-хоп - лейбла Def Jam Recordings та його власної студії Chubby Boy Records. Також із 1993 по 2005 рр. продюсував треки звукозаписного лейблу Cash Money Records і входив до хіп-хоп дуету Big Tymers з репером Birdman.

## Біографія
Народився та виріс у Новому Орлеані. Натхненний своїм батьком, DJ Sabu, Байрон почав працювати з музикою у дев'ятирічному віці: будучи діджеєм у Новому Орлеані, він ставив пісні у клубах та на вечірках. Наприкінці 1980-х хлопець став працювати з репером MC Gregory D. Їхній перший альбом Throwdown вийшов у 1987 році, з продюсуванням Менні та речитативом Грегорі. Після зустрічі з репером Birdman Байрон отримав можливість стати продюсером лейбла Cash Money Records. За допомогою Брайана, Байрон написав кілька альбомів для групи Hot Boys, до складу якої входили Ліл Уейн, B.G., Juvenile та Turk. Менні продюсував усі сингли групи, а також сольні роботи її членів. Пізніше Томас і Вільямс утворили групу Big Tymers під іменами Mannie Fresh і Baby (aka Birdman) відповідно.

## Дискографія

### Студійні альбоми
- The Mind of Mannie Fresh (2004)
- Return of the Ballin' (2009)